# Митрейкин, Константин Никитич
Константи́н Ники́тич Митре́йкин (25 декабря 1905, Симбирск — 6 августа 1934, Москва) — советский поэт-конструктивист.

## Биография
Константин Митрейкин родился 25 декабря 1905 года в городе Симбирск (сейчас Ульяновск).
Заниматься поэтическим творчеством начал в Ульяновске. Входил в местную литературную группу «Стрежень», которая была филиалом базировавшегося в Москве всесоюзного объединения рабоче-крестьянских писателей «Перевал».
В 1928 году выпустил в Ульяновске первый сборник «Бронза», в который вошли 16 стихотворений. Провинциальное издание заметили в Москве: о сборнике писали журналы «Новый мир» и «Октябрь».
В 1929 году перебрался в Москву. Вошёл в молодёжную литературную группу конструктивистской молодёжи, созданную лидером конструктивистов Ильёй Сельвинским при журнале «Красное студенчество», чьим главным редактором он был.
В начале 1930-х годов выпустил три сборника: «Я разбиваю себя» (1931), «Боевая лирика» (1931), «Штурм неба» (1934), а также поэму «УКК» (1932). Публиковался в «Литературной газете».
По воспоминаниям поэта Ярослава Смелякова, знавшего Митрейкина с мая 1934 года, в последние месяцы жизни он высказывал недовольство окружающей его обстановкой, заявляя, что «его психика перевернулась настолько, что в дальнейшем он не может работать».
Застрелился 6 августа 1934 года в Москве. Кремирован, прах захоронен в колумбарии Нового Донского кладбища в Москве.

## Особенности творчества

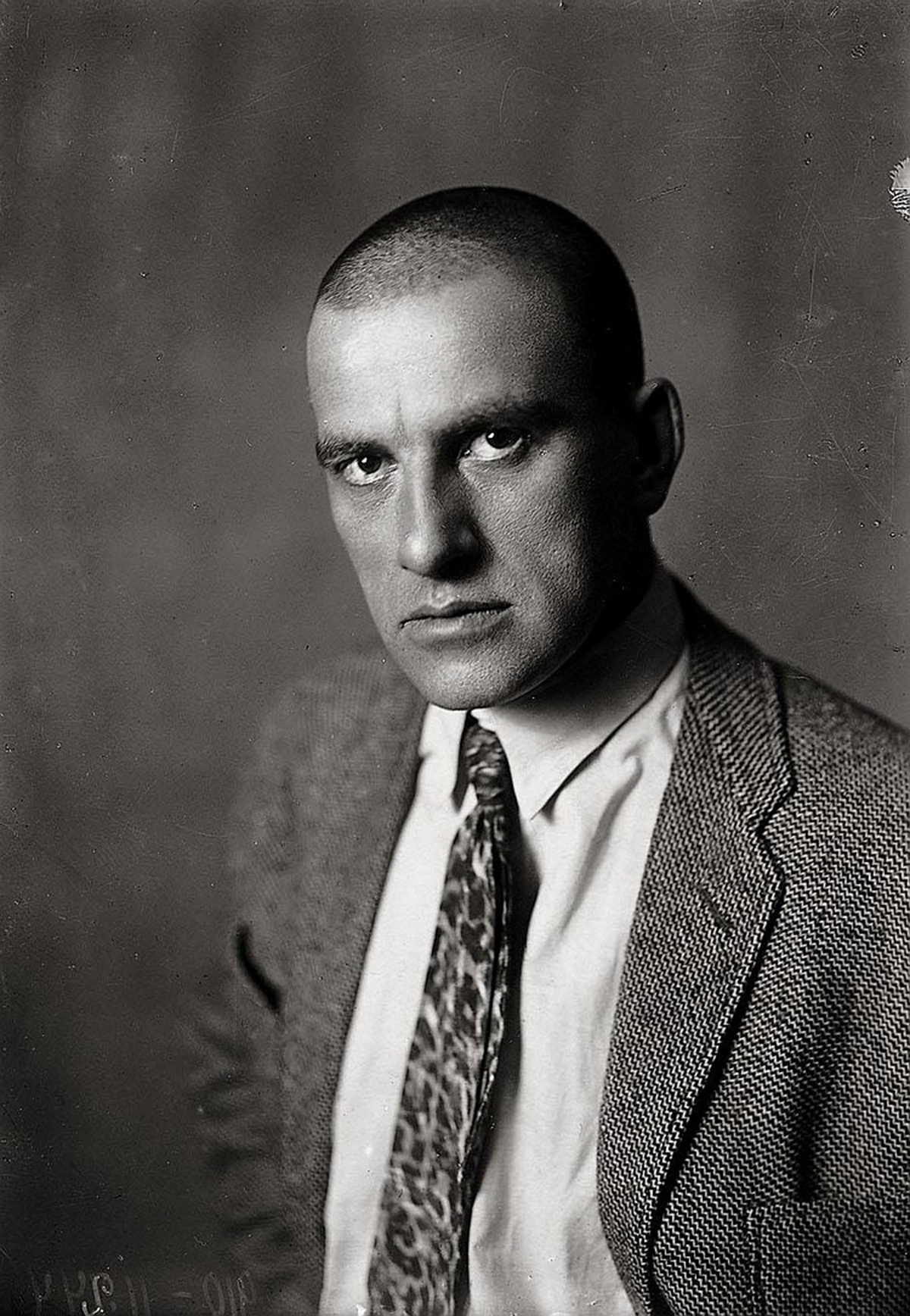
Владимир Маяковский иронически упомянул Митрейкина в поэме «Во весь голос»

Лидер Литературного центра конструктивистов Илья Сельвинский

Стихи первого сборника «Бронза» отмечены влиянием модернистской поэзии — в первую очередь конструктивиста Ильи Сельвинского, а также Николая Асеева и Бориса Пастернака.

Поэзия Митрейкина начала 30-х годов отмечена влиянием конструктивизма. Митрейкин, будучи на стороне Литературного центра конструктивистов, активно участвовал в поэтической полемике с ЛЕФом (в частности, с Владимиром Маяковским) и имажинистами. Так, стихотворение «Анекдот с примечаниями» (1929) иронически переосмысливает произведение Вадима Шершеневича «Принцип басни» (1919). В стихотворении «Ночные рыцари», посвящённом ассенизаторам, Митрейкин пародийно переосмысливает образы поэзии Маяковского и отчасти Пастернака. Однако в течение 1931 года в творческой идеологии Митрейкина происходят заметные перемены: одновременно со сборником «Я разбиваю себя» выходит поэма «Во весь голос» (так же называлась последняя поэма Маяковского), в которой он вступает в полемику с Сельвинским, фактически отказываясь от принципов конструктивизма. Он иронизирует над заявлением лидера конструктивистов, объявившего свою жизнь каталогом сложных ошибок: 
Что, это всё? Ошибки, кажись?
И вы закричали баритоном шибко:
— Ах, больно подумать, что вся моя жизнь

Были лишь каталогом сложных ошибок!
После этого Митрейкин фактически становится на позицию партийной поэзии, близкую к Маяковскому.
Я выдвигаю встречный план,
Вслепую не хочу ползать!
Возьми, партия, мой талант,

Возьми его! Используй!

Обложка последнего сборника Константина Митрейкина «Штурм неба»

Сборник 1931 года «Боевая лирика» отмечен предощущением близкой войны. В сборнике 1934 года «Штурм неба», который стал последним для поэта, отмечается отход от эстетики конструктивизма в сторону более традиционной поэтики. Тем не менее стремление к экспериментам Митрейкин не оставил: например, в сборник вошло стихотворение «Памятник Марксу», написанное белым стихом.

## Критика
Произведения конструктивистского периода в творчестве Митрейкина неоднократно были удостоены негативных отзывов. В частности, в поэме «УКК» отмечали излишнюю сухость, пренебрежение к человеческой личности, чрезмерное пристрастие к цифрам.
Владимир Маяковский в рамках противостояния с Литературным центром конструктивистов иронически упомянул Митрейкина в поэме «Во весь голос», намекнув на его поэтическую заурядность: «Кто стихами льёт из лейки, // кто кропит, / набравши в рот — // кудреватые Митрейки, // мудреватые Кудрейки — кто их к чёрту разберёт!» В то же время литературовед Светлана Коваленко предполагала, что использованный Маяковским в той же поэме образ поэта как «ассенизатора и водовоза» создан под влиянием стихотворения Митрейкина «Ночные рыцари», которое, как добавляет исследователь Леонид Кацис, представляет собой череду издевательски переосмысленных образов поэзии Маяковского.
Фраза Маяковского во многом предопределила дальнейшее пренебрежительное восприятие Митрейкина. Так, даже 37 лет спустя писатель Вениамин Каверин использовал эту фразу, высказывая мнение, что за читательским требованием простоты выражения в поэзии «вырисовывается фигура мещанина, любителя „кудреватых митреек“». На эти слова отозвался Илья Сельвинский, вставший на защиту Митрейкина:
К сожалению, очень жестоко отнёсся автор к поэту К. Митрейкину, о котором, очевидно, не имеет понятия. <...> Митрейкин был влюблён в Маяковского и многое от него воспринял. Владимир Владимирович же, видимо, ничего не знал об этом поэте, а задел его (в поэме «Во весь голос») потому, что полемизировал с моей статьёй «Поэзия а-жур», в которой я упомянул имя К. Митрейкина с именем Кудрейко. Маяковский пошёл за каламбуром… Острословие любого поэта, даже если он велик, не стоит использовать понапрасну. Константин Митрейкин был писатель из народа, чрезвычайно далёкий от эстетства, с одной стороны, и упрощенчества — с другой.
Тем не менее независимо от Маяковского скептически высказался о творчестве Митрейкина поэт и писатель Варлам Шаламов:
Мы хотели знать, как пишутся стихи, кто их имеет право писать и кто не имеет. Мы хотели знать, стоят ли поэты своих собственных стихов, хотели понять тот удивительный феномен, когда плохой человек пишет стихи, пронизанные высоким благородством. И чтобы нам объяснили — для чего нужны стихи в жизни. И будут ли в завтрашнем дне?

А вместо этого нас угощали ритмами Митрейкина, восходящими к интонациям Гёте.
По мнению исследователя Леонида Кациса, Митрейкин был вполне удачливым поэтом.
Не так уж мало книг вышло у него за недолгую в принципе творческую жизнь. Но невесёлая история той страны, которой он хотел служить «не по службе, а по душе», сломала и его, реализовав прямой смысл слов Маяковского — «работа адовая будет сделана и делается уже».
По мнению поэта Евгения Евтушенко, у Митрейкина «остались нераскрытые возможности».